# Lee Bergere

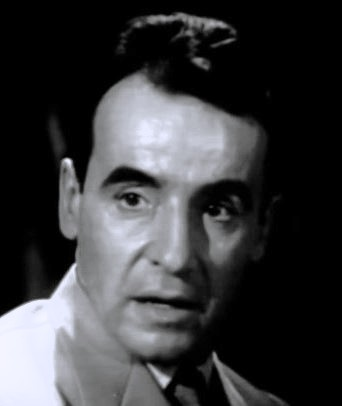
Lee Bergere

Lee Bergere (* 10. April 1918 in Brooklyn, New York City, New York; † 31. Januar 2007 in Fremont, New Hampshire) war ein US-amerikanischer Schauspieler.

## Leben und Karriere
Lee Bergere begann seine Schauspielkarriere in den 1930er-Jahren beim Theater und trat in einigen Broadway-Produktionen auf. Ab Mitte der 1950er-Jahre wurde auch die Fernseharbeit zu seinem Wirkungsbereich. Insgesamt wirkte er in über 70 Film- und Fernsehproduktionen mit, zumeist in populären US-amerikanischen Serien. Seine bekannteste Rolle hatte Bergere in den 1980er-Jahren als Majordomus Joseph Anders in der Fernsehserie Der Denver-Clan. Auch in den Serien Falcon Crest, Fackeln im Sturm und Mord ist ihr Hobby war Bergere zu sehen. Fans der Serie Raumschiff Enterprise kennen ihn aus der 1968 produzierten Folge Seit es Menschen gibt (englisch: The Savage Curtain), in der er Abraham Lincoln darstellte.
Lee Bergere, der Vater zweier Töchter, starb im Januar 2007  mit 88 Jahren in einem Pflegeheim in Fremont, New Hampshire.

## Filmografie (Auswahl)
- 1954: Man Against Crime (Fernsehserie, 1 Folge)
- 1961: The Real McCoys (Fernsehserie, 1 Folge)
- 1962: Bonanza (Fernsehserie, Folge The Dowry)
- 1964: The Munsters (Fernsehserie, Folge Herman's Rival)
- 1968: In Enemy Country
- 1969: Raumschiff Enterprise (Star Trek; Folge The Savage Curtain)
- 1969: Bob & Carol & Ted & Alice
- 1970: Ihr Auftritt, Al Mundy (It Takes a Thief; Fernsehserie, Folge The Suzie Simone Caper)
- 1975: Hot / Baltimore (Fernsehserie, 13 Folgen)
- 1978: Soap – Trautes Heim (Soap; Fernsehserie, 2 Folgen)
- 1981: Love Boat (Fernsehserie, 1 Folge)
- 1981–1983: Der Denver-Clan (Dynasty; Fernsehserie, 56 Folgen)
- 1985: Fackeln im Sturm (North and South; Fernseh-Miniserie, 2 Folgen)
- 1987: Mord ist ihr Hobby (Murder, She Wrote; Fernsehserie, Folge A Fashionable Way to Die)
- 1989: Falcon Crest (Fernsehserie, 3 Folgen)
- 1989: Time Trackers